# ナイン・シット・サンダルー
ナイン・シット・サンダルー（Naing Sit Thandar ）は、ミャンマーの女子柔道家。
北京市で開催された1990年アジア競技大会の女子66kg級に出場し、銅メダルを獲得している。現在までにミャンマーのアジア大会の柔道におけるメダルはこれ1枚だけである。

## 主な実績
- 1990年アジア競技大会66kg級3位